# Балх
Балх — місто в провінції Балх в Афганістані, центр зороастризму. Сьогодні Балх невеличке містечко, навіть не адміністративний центр провінції, що носить його ім'я, а колись Балх був одним із найбільших міст Хорасану, яке Марко Поло назвав шляхетним і великим.

## Історія
Греки перейменували Балх на Бактру, а довколишній край на Бактрію. Тепер місто здебільшого велика руїна за 12 км від сезонної річки Балх.
Балх дуже давнє місто, одне з найстародавніших. Вважається, що саме в нього прийшли індоєвропейці з країв на північ від Аму-Дар'ї. Сталося це між 25 та 15 століттям до Р. Х.. Звідси вони кількома хвилями пішли далі, ставши персами, пуштунами й белуджами, а ті, хто залишився, іменують себе зараз таджиками. У VII столітті завойовники-араби називали Балх «матір'ю всіх міст».
Місто процвітало з 25 по 19 століття до Р. Х., але, потім, поступово, його значення стало зменшуватися через опустелювання. Уже в першому тисячолітті до Р. Х. воно увійшло до складу Мідії, потім Перської імперії.
Балх був релігійним центром зороастризму і буддизму. За легендою саме тут проповідував свою релігію та помер Заратуштра, а саме місто заснував першолюдина і перший цар Гайомарт. Легенда розповідає також, що тут стояв напрочуд багатий храм богині Анаїт. Місцеві жителі називають Балх матір'ю всіх міст.
З часом у Балх проник буддизм. Китайський буддійський чернець Сюаньцзан свідчив у своїх спогадах, що в Балху та його околицях у 7 столітті було понад 100 буддійських монастирів, понад 3 тис. ченців та багато ступ.
Після ісламського завоювання Ірану в цих краях міцно вкоренилося мусульманство.
Монголи руйнували Балх двічі: в 1220 Чингіз-хан знищив всі будівлі, що мали оборонний потенціал і вирізав жителів міста. Цю процедуру повторив у 14 столітті Тимур. У 16 столітті до Балха добралися узбеки. Могольський Шах Джахан боровся з ними кілька років близько 1640. Його онук Ауранґзеб в молодості мав у Балху свою резиденцію. Іранський правитель Надер Шах підкорив собі Балх у 1736, пізніше ним заволоділи афганці. У 1820 році Балх потрапив до складу Бухарського емірату. Афганці повернули його собі у 1850, і відтоді він залишається у складі Афганістану.

## Сьогодення
Проект модернізації був втілений в 1934 році, у якому були викладені вісім вулиць, побудовані житла та базари . Сучасний Балх є центром бавовняної промисловості, шкір широко відомих на Заході як «каракуль», тут вирощують також сільськогосподарські продукти, мигдаль та дині.
Є музей.

## Клімат
Місто знаходиться у зоні, котра характеризується кліматом тропічних степів. Найтепліший місяць — липень із середньою температурою 31.9 °C (89.4 °F). Найхолодніший місяць — січень, із середньою температурою 3.4 °С (38.1 °F).
| Клімат Балха            | Клімат Балха | Клімат Балха | Клімат Балха | Клімат Балха | Клімат Балха | Клімат Балха | Клімат Балха | Клімат Балха | Клімат Балха | Клімат Балха | Клімат Балха | Клімат Балха | Клімат Балха |
| Показник                | Січ.         | Лют.         | Бер.         | Квіт.        | Трав.        | Черв.        | Лип.         | Серп.        | Вер.         | Жовт.        | Лист.        | Груд.        | Рік          |
| Середня температура, °C | 3,4          | 5,9          | 11,3         | 18,3         | 24,1         | 29,5         | 31,9         | 29,8         | 24,2         | 17,1         | 10,4         | 5,9          | 17,7         |
| Норма опадів, мм        | 31.2         | 31.4         | 44.6         | 23.5         | 9.8          | 0.1          | 0            | 0            | 0.1          | 4.4          | 10.1         | 20.7         | 175.9        |
| Днів з опадами          | 4,7          | 6,9          | 9,6          | 8            | 3,5          | 0            | 0            | 0            | 0            | 1,9          | 3,6          | 5,6          | 43,8         |
| Вологість повітря, %    | 75.8         | 73.4         | 68.3         | 61.2         | 43.7         | 29.3         | 28.2         | 28.7         | 32.2         | 43.5         | 60.5         | 72.7         | 51.5         |
| ----------------------- | ------------ | ------------ | ------------ | ------------ | ------------ | ------------ | ------------ | ------------ | ------------ | ------------ | ------------ | ------------ | ------------ |
| Джерело: Weatherbase    |              |              |              |              |              |              |              |              |              |              |              |              |              |

## Персоналії
- Халід ібн Бармак (705—782) — політичний діяч Багдадського халіфату часів династії Аббасидів
- Абу Машар аль-Балхі (787—886) — перський математик, астроном і астролог
- Абу Ібрагім Ісмаїл ібн Ахмед (849—907) — емір з династії Саманідів.

## Інтернет-ресурси
- Mazar-i-Sharif (Balkh) [Архівовано 13 грудня 2017 у Wayback Machine.] (нім.)
- Explore Balkh with Google Earth on Global Heritage Network
- Daud Saba's brief description, 1998
- Indigenous Indian civilization prevailed in Balkh, Afghanistan till the second half of tenth century AD [Архівовано 20 вересня 2010 у Wayback Machine.]

| Афганістан | Це незавершена стаття з географії Афганістану. Ви можете допомогти проєкту, виправивши або дописавши її. |